# Теорема Пуанкаре — Биркгофа — Витта
Теорема Пуанкаре — Биркгофа — Витта — утверждение, описывающее универсальную обёртывающую алгебру {\displaystyle (U,\alpha )} для заданной алгебры Ли {\displaystyle L} над полем {\displaystyle K} с базисом {\displaystyle x_{1},...,x_{n}} в векторном пространстве {\displaystyle L}: элементы {\displaystyle 1} и {\displaystyle \alpha (x_{i_{1}})\cdot \ldots \cdot \alpha (x_{i_{s}})} ({\displaystyle s\geqslant 1,i_{1}\leqslant ...\leqslant i_{s}}) образуют базис в линейном пространстве {\displaystyle U}. В частности, отображение {\displaystyle \alpha } является вложением {\displaystyle L} в {\displaystyle U}, то есть ядро отображения {\displaystyle \alpha } равно {\displaystyle (0)}.